# Oláh Gábor (játékvezető)
Oláh Gábor (Budapest, 1976. január 14. –) magyar nemzeti labdarúgó-játékvezető. A Rendőrtiszti Főiskolán diplomázott. Polgári foglalkozása: a Büntetés-végrehajtás Országos Parancsnokságán kiemelt főreferens.

## Pályafutása

### Labdarúgóként
A legtöbb gyerekhez hasonlóan a labdarúgást választotta állandón jelentkező mozgásigények levezetésére. Serdülő sportolóként 1988-ban a Csepel SC-ben kezdet versenyszerűen focizni. Szigetszentmiklósra költözött a család, így a helyi csapathoz igazolt. Korosztályának megfelelően előbb az ifjúsági, majd a felnőtt csapatban játszott. 1998-ban eligazolt Dunaharasztiba, majd Halásztelekre. A játékvezetés mellett rövid ideig még focizott a Tököl második csapatában. Sportvezetői választás elé állították, vagy focizik, vagy mérkőzést vezet, az utóbbit választotta.

### Játékvezetőként
A Fiatalkorúak Bv. Intézetében Tökölön dolgozott sport tiszti beosztásban, amikor az olvasott felhívásra kíváncsiságból jelentkezett a játékvezetői tanfolyamra. A játékvezetői vizsgát 1999-ben a Ráckevei Körzeti Labdarúgó Szövetség keretében, a Pest megyei Labdarúgó-szövetség Játékvezető Bizottságának vizsgabizottsága előtt szerezte meg. Legelső mérkőzése a kereten kívüli besorolással 1999 márciusában, az Áporka–Szigethalom (6–0) serdülő mérkőzés volt. Szinte évente kapott magasabb minősítést: 2000-ben megyei II. osztályú, 2001-ben a I. osztályú, 2002-ben már az NB III-as keret tagja. 2004 nyarán – szakmai felkészültségét elismerve – utánpótlás játékvezetőnek jelölték. 2005 nyarán országos játékvezetői kerettag, NB II-es játékvezető lett. Az első NB II-es mérkőzésére 2005. augusztus 20-án, a BFC Siófok–Celldömölk (2–0) találkozón került sor. További szakmai fejlődésének köszönhetően 2009 decemberében a legfelső szintű, az NB I-es játékvezetői keret tagja lett.
Első ligamérkőzése 2010. március 13-án a Hungária körúton, az MTK–Szombathelyi Haladás (2–0) összecsapás volt. Játékvezetői pályafutását, meghatározó személyként Baráth Zoltán és Szabó János koordinálta.
Első ligás mérkőzéseinek száma: 34 (2015)
NB II-es mérkőzéseinek száma: 216 (2022).
2013 nyarán nem került be a profi játékvezetői keretbe és NB. II-es osztályba került visszasorolásra.
2022 nyarától VAR-ként és VAR operátorként tevékenykedik.

### Sportvezetőként
Jelenleg (2010) a Pest Megyei Labdarúgó Szövetség Játékvezető Bizottságának (JB) alelnöke, egyben megyei instruktor, a játékvezetők elméleti képzéséért felelős szakember.

## Sikerei, díjai
2005-ben megkapta a Pest Megye legjobb játékvezetőjének járó Gombás Attila díjat.

## Külső hivatkozások
- Oláh Gábor. Focibíró. (Hozzáférés: 2021. április 20.)
- Oláh Gábor. mlsz.hu (Hozzáférés: 2021. április 20.)